# Джейкоб Шифф
Дже́йкоб Ге́нрі (Я́коб Га́йнріх) Шифф (англ. Jacob Henry Schiff, нім. Jakob Heinrich Schiff; 10 січня 1847, Франкфурт-на-Майні — 25 вересня 1920, Нью-Йорк) — американський банкір єврейського походження, філантроп і громадський діяч

## Біографія
Джейкоб (Якоб) Шифф народився у сім'ї Мойсея і Клари (до шлюбу Нідергофгейм) Шиффів, що походили з визначних єврейських рабинських родин. Ті мешкали у Франкфурті-на-Майні ще в 1370 році. Здобувши освіту в школі у Франкфурті, 1861 року він залучився як учень до банківської та брокерської справи. Після того, як у квітні 1865 року закінчилася Громадянська війна в США, Шифф приїхав до Нью-Йорка 6 серпня цього ж року. 21 листопада 1866 отримав ліцензію брокера й наступного року став працювати на фірмі «Бадж, Шифф і компанія» (Budge, Schiff & Company). У вересні 1870 року він став натуралізованим громадянином США. Після розпаду компанії в 1872 році Шифф вирішив повернутися до Німеччини. У 1873 році він став керувати гамбурзькою філією Лондонського і Ганзейського банку. У тому ж році, після смерти свого батька, повернувся до Франкфурта. А у 1874-му році Абрагам Кун запросив його повернутися до Нью-Йорка й працювати на фірмі «Кун, Леб і компанія».

## Кун, Леб і компанія
У січні 1875 року Шифф прийняв запрошення Куна й допоміг йому та компанії своїми зв'язками з Ернестом Касселем із Лондона, Робертом Флемінґом із Данді й Едвардом Нецліном із Банку Парижа та Нідерландів. 6 травня 1875 він одружується з Терезою, дочкою Соломона Леба. У цього подружжя були син і дочка
1885 року Шифф став головою фірми «Кун, Леб і компанія». Він фінансував такі залізниці на Сході, як Пенсильванську, а також Луїсвілл і Нешвілл (Louisville & Nashville), брав участь у реорганізації залізниці Балтимор і Огайо в 1896–1899 і в різний час допомагав Американській металургійній і рафінувальній компанії (ASARCO), компанії Westinghouse Electric і Western Union Telegraph Company. 1902 року менш вдалою була його участь у реорганізації транспортної фірми «Метрополітен-стріт рейлвей оф Нью-Йорк» (Metropolitan Street Railway of New York).
Його стали асоціювати з Едвардом Генрі Гарріманом у помітних змаганнях з Джеймсом Дж. Гіллом та Джоном Пірпонтом Морґаном і компанією за контроль над кількома залізницями Заходу. Шифф служив директором Спілки справедливого страхування життя (Equitable Life Assurance Society), Національного міського банку Нью-Йорка (National City Bank of New York), Центральної трестової компанії (Central Trust Company), компанії «Вестерн юніон телеграф компані» (Western Union Telegraph Company), Тихоокеанської залізниці (Union Pacific Railroad), компанії Bond & Mortgage Guarantee Company, а також компанії Wells Fargo & Company. Директором останньої Джейкоб Шифф був обраний у вересні 1914-го, ставши наступником свого шурина Пола Варбурґа, який відмовився від посади..

## Міжнародні кредити
Під час російсько-японської війни, в 1904–1905 роках, Шифф провадив, мабуть, свої найвідоміші фінансові справи. З допомогою тої ж таки фірми «Кун, Леб і компанія» він наростив кредити Японській імперії до 200 мільйонів доларів. Така готовність кредитувати пояснюється, по-перше, його певністю, що для перемоги у війні важить не так золото, як воля й мужність народу. По-друге, Шифф прагнув підсилити очевидно слабкий статус Японії, адже на той час ще ні одна європейська держава не зазнала поразки від неєвропейської держави в повномасштабній війні. Цілком імовірно, Шифф також вбачав у цьому кредиті засіб помсти від імени єврейського народу за антисемітські дії царського режиму, зокрема тодішні погроми в Кишиневі.
Це кредитування привернуло увагу всього світу й спричинило серйозні наслідки. Японія виграла війну — значною мірою тому, що, завдяки позичкам від Шиффа, змогла купувати боєприпаси. Дехто з японського керівництва сприйняв це як свідчення сили євреїв у всьому світі, їхньої вірности одне одному і як доказ істинности так званих Протоколів сіонських мудреців. У 1905 році Шиффа нагородили японським орденом Священного скарбу. 1907 року удостоїли японським орденом Вранішнього сонця із Золотою та Срібною зірками, тобто другий за величиною з восьми ступенів цієї нагороди. Шифф був першим іноземцем, якого сам імператор Мейдзі прийняв у себе в палаці й нагородив орденом.
На додаток Шифф фінансував уряди багатьох інших країн, у тому числі й тих, які згодом мали ввійти в число Центральних держав. Коли почалася Перша світова війна, він використовував свій авторитет і вплив, щоб змусити президента Вудро Вільсона та інших глав держав якнайскоріше покласти край війні, хай навіть ціною відмови від перемоги союзників. Банкір побоювався як за своїх родичів у Німеччині, так і за майбутнє своєї нової батьківщини. Він постарався дати гуманітарні кредити Франції та іншим країнам, а також виступив проти того, щоб у воєнних діях залучати підводні човни.
Джейкоб Шифф подбав про те, щоб ні один із фондів, заснованих завдяки його кредитам, не послужив у Росії, де, як і раніше, пригнічували єврейський народ. А коли в 1917 році впав царський уряд, Шифф, вважаючи, що утиск євреїв припиниться, офіційно скасував застороги в його фірмі проти кредитування в Росії.

## Благодійність
Шифф завжди відчував свій тісний зв'язок з єврейським народом, і це було видно по добродійності. Він подавав допомогу жертвам погромів у Росії, брав участь у заснуванні та розвитку Єврейського союзного коледжу, Єврейської теологічної семінарії, єврейського відділу в Нью-йоркській публічній бібліотеці, а також Американського єврейського комітету.
Шифф став одним із найбільших американських єврейських благодійників і лідерів, жертвував гроші на майже кожну велику єврейську справу. Наприклад, у Нью-Йорку став президентом Дому Монтефіоре для хронічних інвалідів, допоміг у побудові приміщення для Асоціації єврейської молоді та для Єврейської теологічної семінарії. Крім того, він багато пожертвував на світські американські організації та установи, як-от Бойскаути Америки, Гарвардський семітський музей, Американський музей природної історії, Метрополітенський музей мистецтва, Товариство американського образотворчого мистецтва, Американське географічне товариство і Барнард-коледж. Підтримував також низку інших організацій, які боролися за громадянські права знедолених, як-от Американський Червоний Хрест, Приміщення сестер-жалібниць (Нью-Йорк) та Інститут Таскіджі.. На своє сімдесятиріччя він роздав 700 000 доларів між різними благодійними організаціями та державними установами. Шифф активно працював для поліпшення умов громадського життя у Нью-Йорку. Він був віце-президент Нью-Йоркської торговельної палати, увійшов у число членів Комітету сімдесяти, який допоміг довести до краху угруповання Вільяма Твіда.

## Останні роки життя
У 1904 році Шиффа запрошено на приватну аудієнцію з королем Англії Едуардом VII.
Члени організації «Аксьон франсез» та її лідер Шарль Морра стверджували, що Шифф мав пронімецьку орієнтацію й старався, щоб США не воювали в Першій світовій війні. Зокрема, Морра припустив, що телеграма від Шиффа та інших відомих американських єврейських лідерів переконала президента Вільсона згодитися на деякі аргументи німців про післявоєнні мирні переговори — у тому числі й на те, щоб у Верхній Сілезії влаштувати плебісцит, а не відразу віддавати її Польщі. Також стверджувалося, що Шифф припинив фінансувати угоди з Німеччиною та Центральними державами, перестав публічно говорити по-німецькому й хотів показати свою моральну і фінансову прихильність справі Антанти.
Шифф обстоював політичний, світський сіонізм. Попри те, що не цілком поділяв ідеї Теодора Герцля, він фінансував багато єврейських проектів у Палестині, зокрема Технічний інститут у Хайфі. Помер у Нью-Йорку 25 вересня 1920. Його майно оцінили на близько 50 мільйонів доларів. Він заповів 1,35 мільйона доларів різним установам. Найбільше — півмільйона — випало на Федерацію підтримки нью-йоркських єврейських благодійних товариств. 300 тисяч — на Дім Монтефіоре Наступником Джейкоба Шиффа на посаді голови фірми «Кун, Леб і компанія» став його син Мортімер Л. Шифф (1877—1931).